# Череповецкий округ
Череповецкий округ — административно-территориальная единица Ленинградской области, существовавшая в 1927—1930 годах. Административный центр — город Череповец.
Череповецкий округ был образован 1 августа 1927 года в составе Ленинградской области. В него вошли территории упразднённых Белозерского, Кирилловского, Устюженского, Череповецкого уездов Череповецкой губернии. 
По постановлению ЦИК и СНК СССР от 23 июля 1930 года Череповецкий округ, как и большинство остальных округов СССР, был упразднён. Его районы отошли в прямое подчинение Ленинградской области.

## Административное деление
Округ был разделён на 19 районов: 
- Абакановский,
- Бабаевский,
- Белозерский,
- Борисово-Судский,
- Вашкинский,
- Верхне-Чагодощенский,
- Ефимовский,
- Кадуйский,
- Кирилловский,
- Мяксинский,
- Николо-Торжский,
- Пестовский,
- Петриневский,
- Петропавловский,
- Пришекснинский, Уломский,
- Устюженский,
- Череповецкий,
- Шольский.

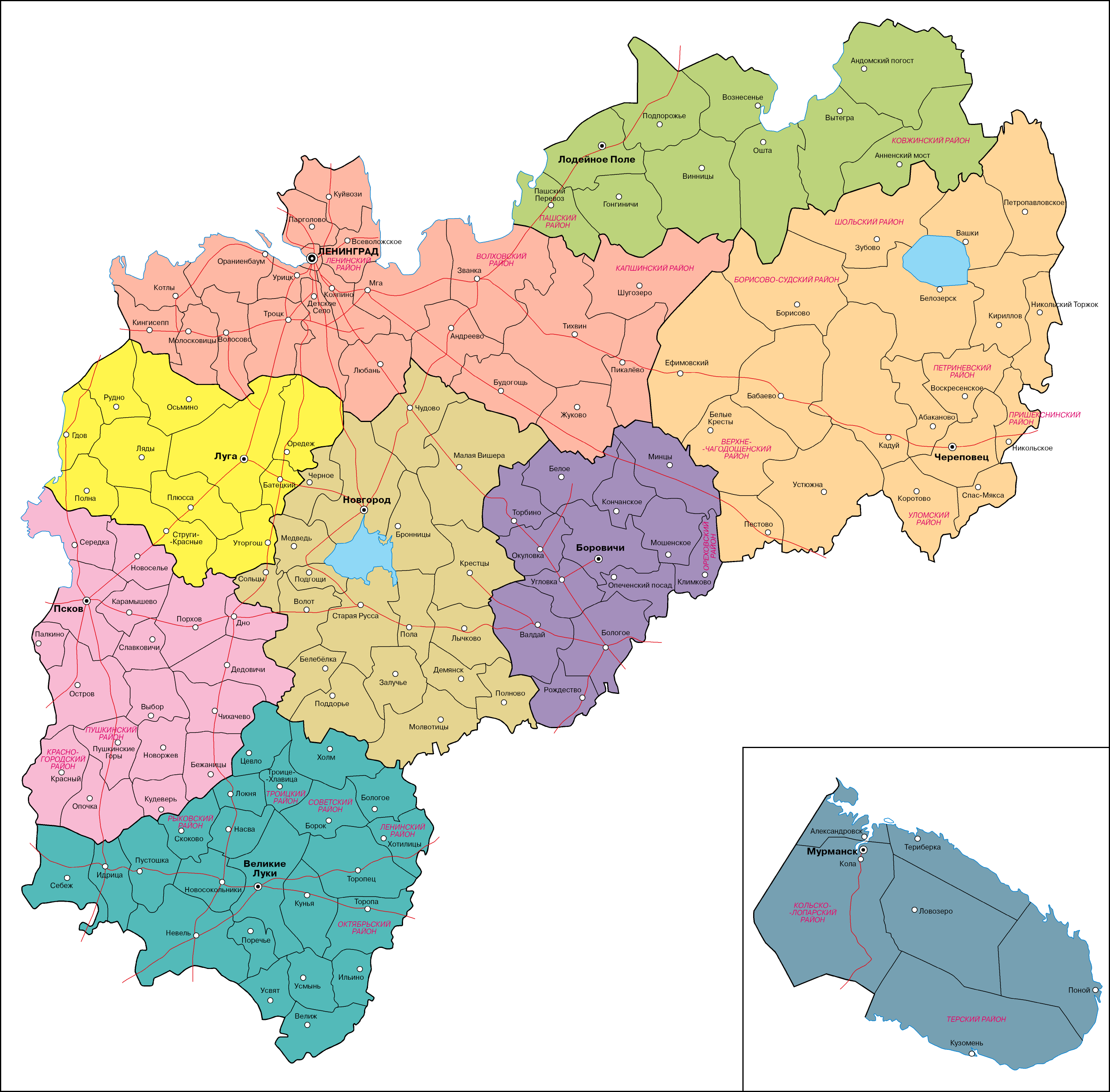
Карта Ленинградской области в 1927 году

По данным на 1929 год в округе существовало 7 национальных сельсоветов:
- В Ефимовском районе — Пожарищенский, Прокушевский, Радогощенский, Сидоровский — вепсские; Коргорский — карельский
- В Шольском районе — Куйский, Пондольский — вепсские.